# 広福寺 (川崎市)
広福寺（こうふくじ）は、神奈川県川崎市多摩区にある真言宗豊山派の寺院。

## 歴史
承和年間（834年 - 848年）、慈覚大師円仁によって開山された。その後、鎌倉時代に長弁阿闍梨によって中興された。当寺境内は鎌倉幕府御家人の稲毛重成の屋敷跡であり、重成が長弁阿闍梨を招聘して中興したものである。
墓地には、重成の墓がある。また本堂には、重成の坐像と稲毛一族の位牌が祀られている。

## 文化財
- 木造聖観音立像（神奈川県指定重要文化財 昭和41年7月19日指定）[3]
- 木造地蔵菩薩立像（神奈川県指定重要文化財 昭和41年7月19日指定）[3]

## 交通アクセス
- 向ヶ丘遊園駅より徒歩10分。